# Dagmar Hejdová
Dagmar Hejdová (18. října 1920 Praha – 18. prosince 2009 Praha) byla česká historička umění, medievalistka se specializací na středověké sklo, od roku 1972 do roku 1980 ředitelka Uměleckoprůmyslového musea v Praze. Jejími rodiči byli Stanislav Hejda, ředitel Podolského sanatoria, a PhDr. Milada Helfertová Hejdová. Jejími strýci byli PhDr. Jaroslav Helfert, ředitel Moravského zemského muzea v Brně, a PhDr. Vladimír Helfert, známý muzikolog, zakladatel oddělení hudební vědy na Masarykově univerzitě v Brně.

## Studium a profesní život
Dagmar Hejdová navštěvovala do roku 1939 Jiráskovo klasické státní gymnázium v Praze. Protože nacisté uzavřeli vysoké školy, absolvovala jazykovou školu (obor němčina–angličtina) a současně navštěvovala Školu grafiky prof. Jaroslava Švába (1941). Poté studovala na Státní grafické škole (1941–1944) a v letech 1944–1946 navštěvovala Uměleckoprůmyslovou školu v Praze. 
V letech 1945–1950 studovala na FF UK dějiny umění (prof. A. Matějček, J. Květ, J. Cibulka) a klasickou archeologii. (prof. J. Čadík a B. Svoboda). Roku 1950 obhájila rigorózní práci Moravské stavby Giovanni Santiniho. Roku 1961 obhájila kandidátskou disertační práci (CSc.) o svatováclavské přilbě, která kromě češtiny vyšla v rozšířené verzi také německy.
V roce 1950 se podílela pod vedením prof. Bedřicha Svobody na výzkumu keltského oppida v Nevězicích, Téhož roku se, již jako pracovnice Uměleckoprůmyslového musea v Praze, zúčastnila přípravy velké výstavy Antické umění.
V Uměleckoprůmyslovém museu byla Dagmar Hejdová zaměstnána od roku 1950 jako pomocná odborná síla a od roku 1953 jako odborná pracovnice, od roku 1955 vědecká pracovnice v oddělení skla, keramiky a porcelánu. V roce 1970 se stala zástupkyní ředitele pro odborné záležitosti a v roce 1972 byla pověřena vedením muzea. Ve složitém a obtížném období normalizace byla jeho ředitelkou 10 let, pak musela jako bezpartijní odstoupit.
Při smutečním obřadu ve Strašnicích označila současná ředitelka Uměleckoprůmyslového muzea PhDr. Helena Koenigsmarková období jejího ředitelování jako místo klidu a bezpečí. Pomohla k zaměstnání několika pronásledovaným, mezi nimiž byli chartista Ludvík Hlaváček a sympatizanti Charty (Petr Štembera, Jan Mlčoch, Jan Rous).
Podílela se na přípravě výstav a instalací poboček Uměleckoprůmyslového muzea např. v Klášterci nad Ohří. Archeologickým ústavem ČSAV byla pověřena vedením archeologického výzkumu sklářských hutí ve Sklenařicích a Rejdicích (1958–1964). Publikovala v časopisech, například v Památkách archeologických, Umění, Archeologických rozhledech, Archeologica Pragensia, Journal of Glass Studies, ad. Ve své odborné a vědecké činnosti se specializovala na problematiku středověkého skla, v němž dosáhla četných zahraničních úspěchů a uznání, jako například členství v Comité de l’Association Internationale pour l’Histoire du Verre. Získala ocenění Ministerstva kultury za záslužnou činnost pro Uměleckoprůmyslové museum v Praze. Byla členkou vědeckých rad, nákupních komisí a poradních sborů čtyř kulturních institucí a Ministerstva kultury.

### Publikace (výběr)
- Klášterec nad Ohří. Zámek a sbírky, KSSPPOP Ústí nad Labem 1961
- Evropský porcelán 18. století, Národní galerie v Praze 1962
- Český porcelán. Průvodce expozicí Uměleckoprůmyslového muzea v Praze státní zámek Klášterec nad Ohří, Uměleckoprůmyslové museum 1972
- Porcelán, 172 s., nakl. Kentaur 1994, ISBN 80-85285-48-7 (s E. Pochem)

#### Spoluautorka
- 75 let Uměleckoprůmyslového musea v Praze 1885–1960, Praha 1960
- Uměleckoprůmyslové museum v Praze, Praha 1962 (editor a hlavní autor Emanuel Poche)
- České sklo 17. a 18. století v úvodní expozici středověkého skla, UPM Praha 1970
- Umění českého baroku, (spoluautorka s P. Preissem a L. Urešovou), Národní galerie v Praze 1970
- Bijuterii moderne din R.S. Cehoslovacă, Sala Ateneului Român (Ateneul Român), Bukurešť 1973 (s V. Vokáčovou)
- ACTA UPM VIII, Commentationes C1. Sborník statí na počest 70. výročí narození PhDr Emanuela Pocheho, DrSc,  Uměleckoprůmyslové museum, Praha 1973 (editorka, s J. Šetlíkem)
- Dix siècles d'art tchèque et slovaque, Grand Palais - Galeries nationales, katalog výstavy, Paříž 1975 (editorka)
- Czechoslovakian Glass 1350–1980, 176 s., The Corning Museum of Glass 1981
- Středověké umělecké řemeslo ze sbírek UPM, (spoluautorka a editorka), katalog výstavy, Uměleckoprůmyslové muzeum Praha 1986
- Sto let českého užitého umění, katalog výstavy, 244 s., (editorka), Uměleckoprůmyslové muzeum Praha 1987
- Sklo 1905–1925 ze sbírek rakouského Muzea užitého umění ve Vídni, Uměleckoprůmyslové muzeum Praha 1988 (editorka, s Waltraud Neuwirthovou)
- Verres de Bohême (1400–1989 chefs-d'œuvre des musées de Tchécoslovaquie), Flammarion, Paris - Union des Arts Décoratifs, Paříž 1989
- České sklo I. Sklo období středověku a renesance. 13. století-polovina 17. století, UPM Praha 1989 (s O. Drahotovou)
- České sklo. II., Sklo období baroka 2. polovina 17. století a 18. století, Uměleckoprůmyslové muzeum v Praze, 1989, (s O. Drahotovou)
- Klášterecký porcelán 1794–1994, katalog výstavy UPM Praha 1994 (spoluautor Jan Mergl)
- 1000 let benediktinského kláštera v Břevnově (993-1993) Spoluautorka. Benediktinské opatství v Břevnově, Praha 1993
- Das böhmische Glas 1700–1950, Passau 1995
- Dějiny uměleckého řemesla a užitého umění v českých zemích. Od Velké Moravy po dobu gotickou. Kapitola Umění románské a předrománské. Spoluautorka. Nakladatelství Lidové noviny, Praha 1999. 251 s. ISBN 80-7106-358-4
- Slavkovský porcelán 1792–2002, katalog výstavy UPM, Sokolov 2002 (spoluautor Jan Mergl)